# Stała de Bruijna-Newmana
Stała de Bruijna-Newmana (oznaczana jako {\displaystyle \Lambda }) – stała matematyczna zdefiniowana poprzez zera funkcji
{\displaystyle H(z,\lambda )={\frac {B{\sqrt {\pi }}}{\lambda }}\int _{-\infty }^{\infty }\exp \left({\frac {-1}{4\lambda }}(x-z)^{2}\right)\xi (1/2+ix)\,dx,}
gdzie {\displaystyle z\in \mathbb {C} } to liczba zespolona, a {\displaystyle \lambda \in \mathbb {R} } rzeczywista. Funkcja {\displaystyle H} ma wszystkie zera rzeczywiste wtedy i tylko wtedy, gdy {\displaystyle \lambda \geqslant \Lambda .} Stała ta jest blisko związana z hipotezą Riemanna dotyczącą miejsc zerowych funkcji dzeta Riemanna {\displaystyle \zeta (z),} która jest równoważna z hipotezą, ze {\displaystyle \Lambda \leqslant 0.}
W roku 1950 de Bruijn pokazał, że {\displaystyle \Lambda \leqslant {\tfrac {1}{2}},} co podaje w swojej pracy Newman, który początkowo podał oszacowanie {\displaystyle \Lambda \geqslant 0.} Poważne badania dotyczące wartości {\displaystyle \Lambda } prowadzone są od roku 1988 i są kontynuowane do dnia obecnego, co ilustruje poniższa tabelka:
| Rok  | Ograniczenie dolne dla {\displaystyle \Lambda } |
| ---- | ----------------------------------------------- |
| 1988 | −50                                             |
| 1991 | −5                                              |
| 1990 | −0,385                                          |
| 1994 | −4,379 · 10 −6                                  |
| 1993 | −5,895 · 10 −9                                  |
| 2000 | −2,7 · 10 −9                                    |
| 2011 | −1,14541 · 10 −11                               |